# Шендрень (Галац)
Шендрень, Шендрені (рум. Șendreni) — село у повіті Галац в Румунії. Адміністративний центр комуни Шендрень.
Село розташоване на відстані 180 км на північний схід від Бухареста, 8 км на захід від Галаца, 148 км на північ від Констанци.

## Населення
За даними перепису населення 2002 року у селі проживали 1924 особи. Рідною мовою 1922 особи (99,9%) назвали румунську.
Національний склад населення села:
| Національність | Кількість осіб | Відсоток |
| -------------- | -------------- | -------- |
| румуни         | 1910           | 99,3%    |
| цигани         | 6              | 0,3%     |
| угорці         | 5              | 0,3%     |